# Robert Shaw (Schauspieler)
Robert Archibald Shaw (* 9. August 1927 in Westhoughton, Großbritannien; † 28. August 1978 in Tourmakeady, County Mayo, Irland) war ein britischer Schauspieler und Schriftsteller.

## Leben

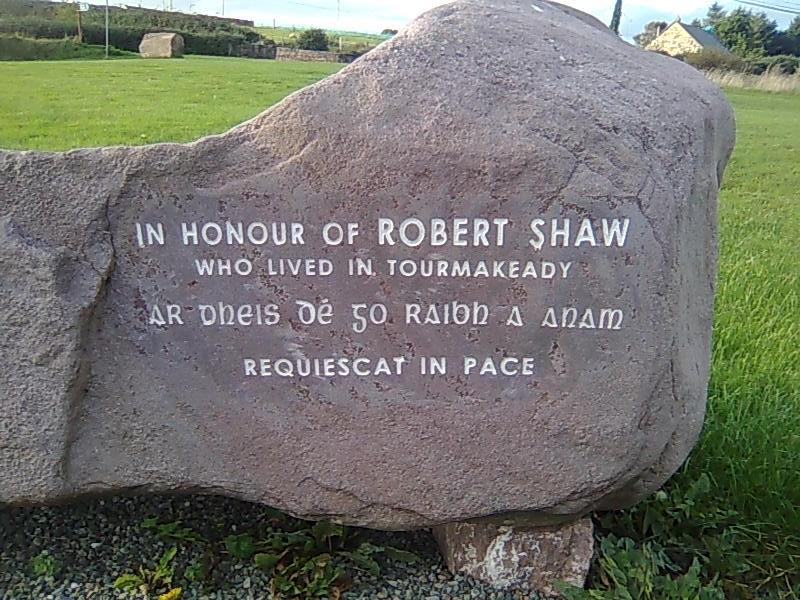
Denkmal für Robert Shaw in seinem Wohnort Tourmakeady

Seine Schauspielausbildung erhielt er an der Royal Academy of Dramatic Art. 1949 hatte er sein Bühnendebüt. Die erste größere Kinorolle hatte er in dem 1954 gedrehten Kriegsfilm Mai 1943 – Die Zerstörung der Talsperren. Zum international bekannten Star wurde er in der Rolle von Donald „Red“ Grant, dem Gegenspieler von James Bond (gespielt von Sean Connery) im zweiten Bondfilm James Bond 007 – Liebesgrüße aus Moskau und durch die 1970er-Jahre-Filme Der Clou (1973), Stoppt die Todesfahrt der U-Bahn 123 (1974) und  Der weiße Hai (1975).
Für den Film Ein Mann zu jeder Jahreszeit (1966) war Shaw für den Oscar als bester Nebendarsteller nominiert, ebenso für einen Golden Globe. Bei der Oscarverleihung 1976 war er neben anderen bekannten Schauspielern einer der Moderatoren.
Neben der Schauspielerei betätigte sich Robert Shaw auch als Schriftsteller. Er schrieb einige Romane und Bühnenstücke. Für seinen zweiten Roman The Sun Doctor wurde er im Jahr 1962 mit dem renommierten Hawthornden-Preis ausgezeichnet. Sein Roman The Man in the Glass Booth aus dem Jahr 1967, den er ebenfalls später in ein Theaterstück umarbeitete, ist vom Fall Adolf Eichmann inspiriert und wurde 1975 von Arthur Hiller mit Maximilian Schell in der Hauptrolle unter gleichem Titel verfilmt.
Shaw war dreimal verheiratet und hatte zehn Kinder. Von 1963 bis 1975 war er mit der Schauspielerin Mary Ure verheiratet; aus dieser Ehe stammen vier Kinder. Während der Dreharbeiten zum Film Lawinenexpress starb Robert Shaw im Alter von 51 Jahren an einem Herzinfarkt.

## Filmografie (Auswahl)
- 1947: The Cherry Orchard
- 1951: Das Glück kam über Nacht (The Lavender Hill Mob)
- 1955: Mai 1943 – Die Zerstörung der Talsperren (The Dam Busters)
- 1956: An vorderster Front (A Hill in Korea)
- 1956: Seeabenteuer (The Buccaneers, Fernsehserie 1956–57)
- 1959: Die Nacht ist mein Feind (Libel)
- 1962: Morgen um zehn (Tomorrow at Ten)
- 1962: Alarm auf der Valiant (The Valiant)
- 1963: James Bond 007 – Liebesgrüße aus Moskau (From Russia with Love)
- 1963: Der Hausmeister (The Caretaker)
- 1964: Das Glück des Ginger Coffey (The Luck of Ginger Coffey)
- 1965: Die letzte Schlacht (Battle of the Bulge)
- 1966: Ein Mann zu jeder Jahreszeit (A Man for all Seasons)
- 1967: Ein Tag zum Kämpfen (Custer of the West)
- 1968: Luther
- 1969: Luftschlacht um England (Battle of Britain)
- 1969: Der Untergang des Sonnenreiches (The Royal Hunt of the Sun)
- 1970: Im Visier des Falken (Figures in a Landscape) (auch Drehbuch)
- 1971: Kein Requiem für San Bastardo (A Town Called Hell)
- 1972: Spiegelbild der Angst (A Reflection of Fear)
- 1972: Der junge Löwe (Young Winston)
- 1973: Der Clou (The Sting)
- 1973: Botschaft für Lady Franklin (The Hireling)
- 1973: Sindbads gefährliche Abenteuer (The Golden Voyage of Sinbad)
- 1974: ITV Play of the Week (Fernsehreihe, Folge The Break)
- 1974: Stoppt die Todesfahrt der U-Bahn 123 (The Taking of Pelham 1-2-3)
- 1975: Der weiße Hai (Jaws)
- 1975: Der Richter und sein Henker
- 1975: Der Diamanten-Clou (Diamonds)
- 1976: Robin und Marian (Robin and Marian)
- 1976: Der scharlachrote Pirat (Swashbuckler)
- 1977: Die Tiefe (The Deep)
- 1977: Schwarzer Sonntag (Black Sunday)
- 1978: Der wilde Haufen von Navarone (Force 10 from Navarone)
- 1979: Lawinenexpress (Avalanche Express)

## Auszeichnungen
- Academy Awards
  - 1967 Nominiert – Bester Nebendarsteller in Ein Mann zu jeder Jahreszeit
- Golden Globe
  - 1967 Nominiert – Bester Nebendarsteller in Ein Mann zu jeder Jahreszeit
- Kansas City Film Critics Circle Awards
  - 1967 – Bester Nebendarsteller in Ein Mann zu jeder Jahreszeit (gemeinsam mit Alec Guinness für Die Stunde der Komödianten)
- National Board of Review
  - 1967 – Bester Nebendarsteller in Ein Mann zu jeder Jahreszeit
- New York Film Critics Circle Awards
  - 1973 Nominiert – Bester Nebendarsteller in Der junge Löwe (Dritter Platz)
- BAFTA Awards
  - 1973 Nominiert – Bester Darsteller in Der junge Löwe

Die Zeitschrift Empire wählte die Figur des Quint aus Der weiße Hai auf Platz 50. der besten Kinohelden aller Zeiten.

## Literarisches Werk (Auswahl)
- 1960: The Hiding Place
- 1961: The Sun Doctor
- 1965: The Flag
- 1965: Situation Hopeless … But Not Serious
- 1967: The Man in the Glass Booth
- 1969: A Card from Morocco
- 1971: Cato Street (Theaterstück)